# Jüdischer Friedhof Dülmen

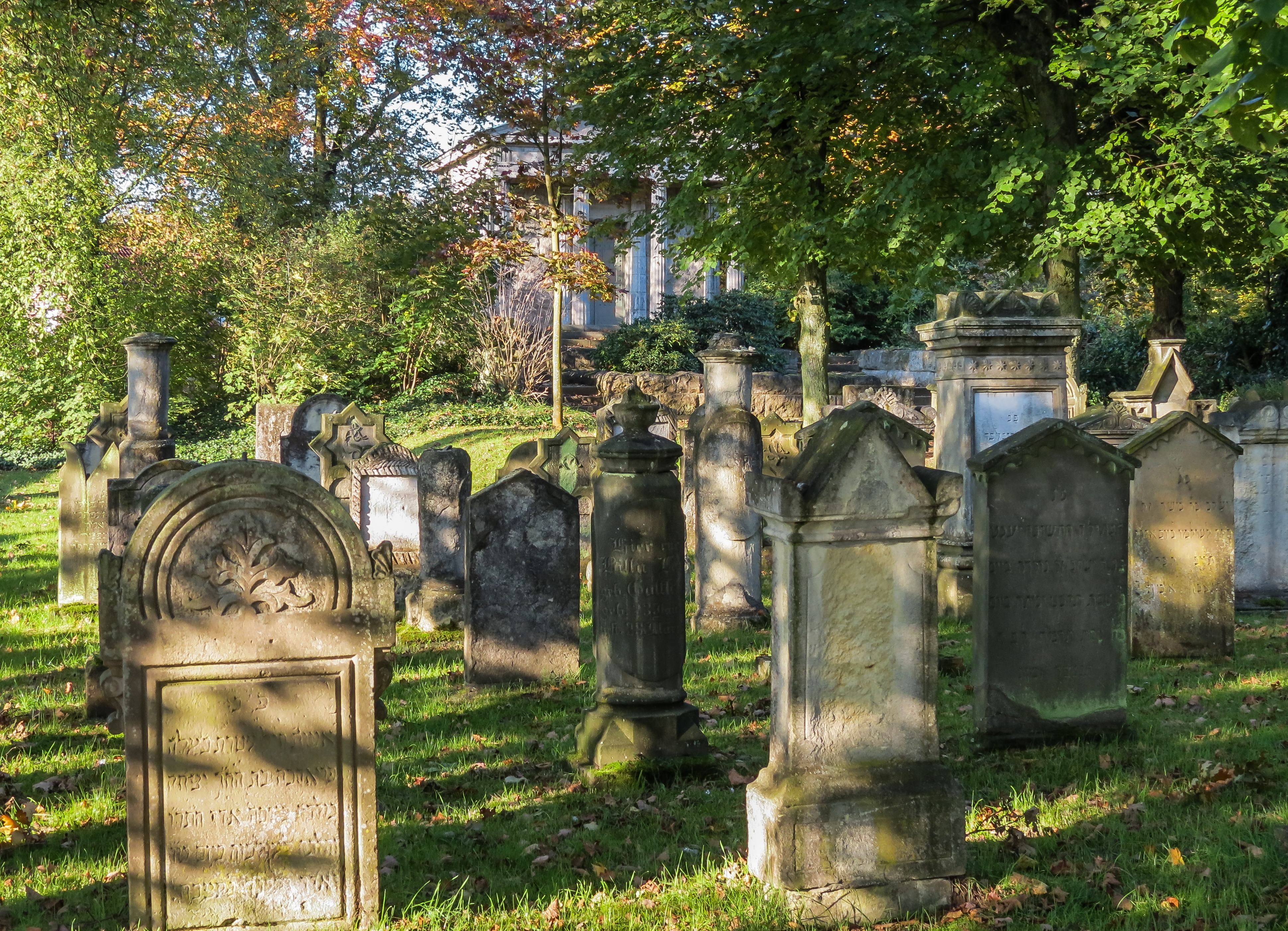
Jüdischer Friedhof in Dülmen

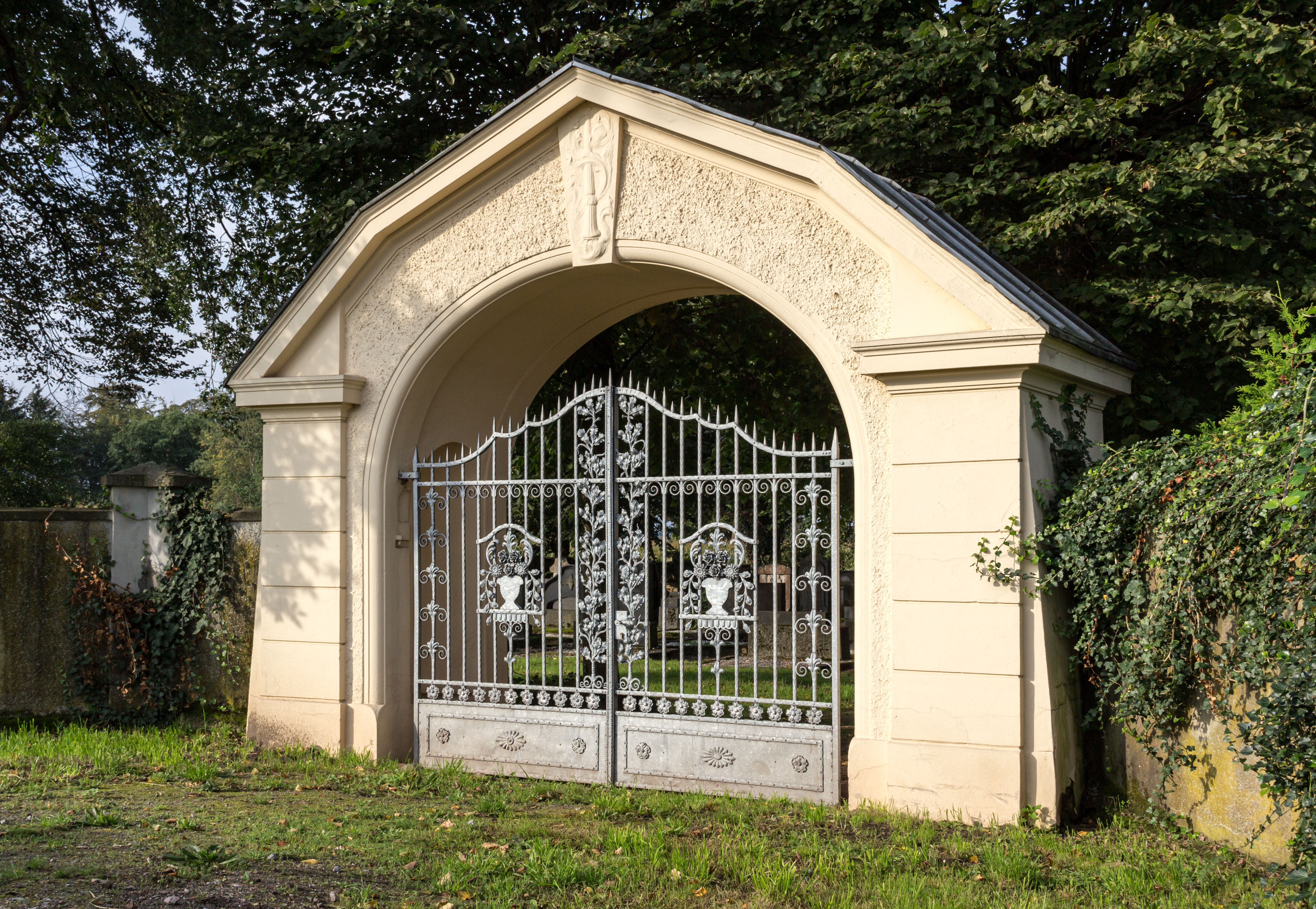
Eingangstor zum jüdischen Friedhof

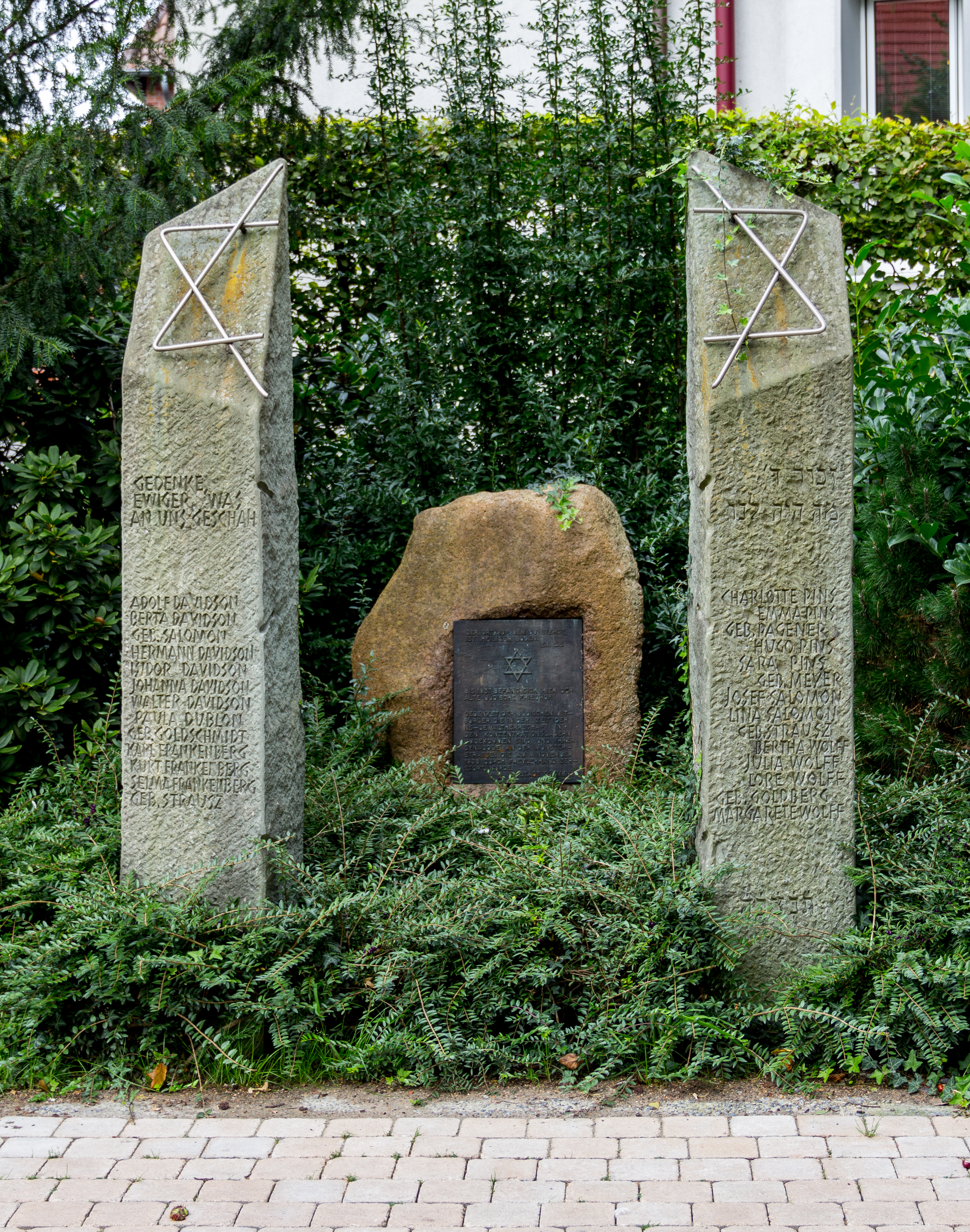
Gedenkstein in Erinnerung an den jüdischen Friedhof nahe dem Lüdinghauser Tor

Der Jüdische Friedhof ist ein Baudenkmal am Kapellenweg in Dülmen im Kreis Coesfeld (Nordrhein-Westfalen).

## Geschichte und Architektur
Ein jüdischer Begräbnisplatz war wohl schon zum Ende des 16. Jahrhunderts vorhanden, nachweislich existiert er seit spätestens 1620. Er befand sich von 1796 bis 1937 vor dem Lüdinghauser Tor. Ein zweiter Friedhof wurde 1905 am derzeitigen Standort angelegt, an dem sich seit 1898 bereits der Friedhof der evangelischen Gemeinde befand. Die Grabsteine vom alten Friedhof wurden 1937 hier aufgestellt. Der Friedhof wurde 1938 geschändet. Die umgebende Mauer wurde während der Luftangriffe 1945 an der Nordseite zerstört. 1963 wurde er um einen nicht belegten Teil verkleinert, wobei dieser Teil an die Evangelische Kirchengemeinde abgegeben wurde. Die ursprünglich symmetrische Anlage war vom neubarocken Tor aus über die Allee erschlossen. Das Tor selbst stammt von der im Zweiten Weltkrieg zerstörten Villa Schlieker am Nonnenwall. Die translozierten Grabsteine stehen im Westteil, es handelt sich hierbei überwiegend um einfache Stelen, darunter sind drei aus Metall. Das aufwendige Mausoleum der Familie Bendix, in dem Meyer Bendix und seine Frau Sara geb. Spanjaard bestattet sind, steht erhöht am Ende der Allee. Das Mausoleum ist ein Pseudoperipteros dorischer Ordnung, mit bossierten Quadern und schlanken Säulen. Es steht auf einem flachen Podium.
Auf dem Friedhof wurde auch Hermann Leeser, der Namensgeber der Städtischen Realschule, beigesetzt.